# Coregonus stigmaticus
Coregonus stigmaticus és una espècie de peix de la família dels salmònids i de l'ordre dels salmoniformes.

## Alimentació
Menja crustacis i insectes.

## Distribució geogràfica
Es troba a Europa: Anglaterra.